# San Mauro Torinese
San Mauro Torinese (piemontesisch San Mò) ist eine Kleinstadt in der italienischen Metropolitanstadt Turin (TO), Region Piemont.

## Lage und Einwohner
San Mauro Torinese liegt 9 km nordöstlich von Turin entfernt auf einer Höhe von 211 m s.l.m.. Das Gemeindegebiet umfasst eine Fläche von 12,55 km² und hat 18.527 Einwohner (Stand 31. Dezember 2023). Die Gemeinde besteht aus den Ortsteilen Pescatori, S.Anna, Oltre Po, Sambuy und San Mauro.
Die Nachbargemeinden sind Settimo Torinese, Castiglione Torinese, Turin und Baldissero Torinese.

## Geschichte

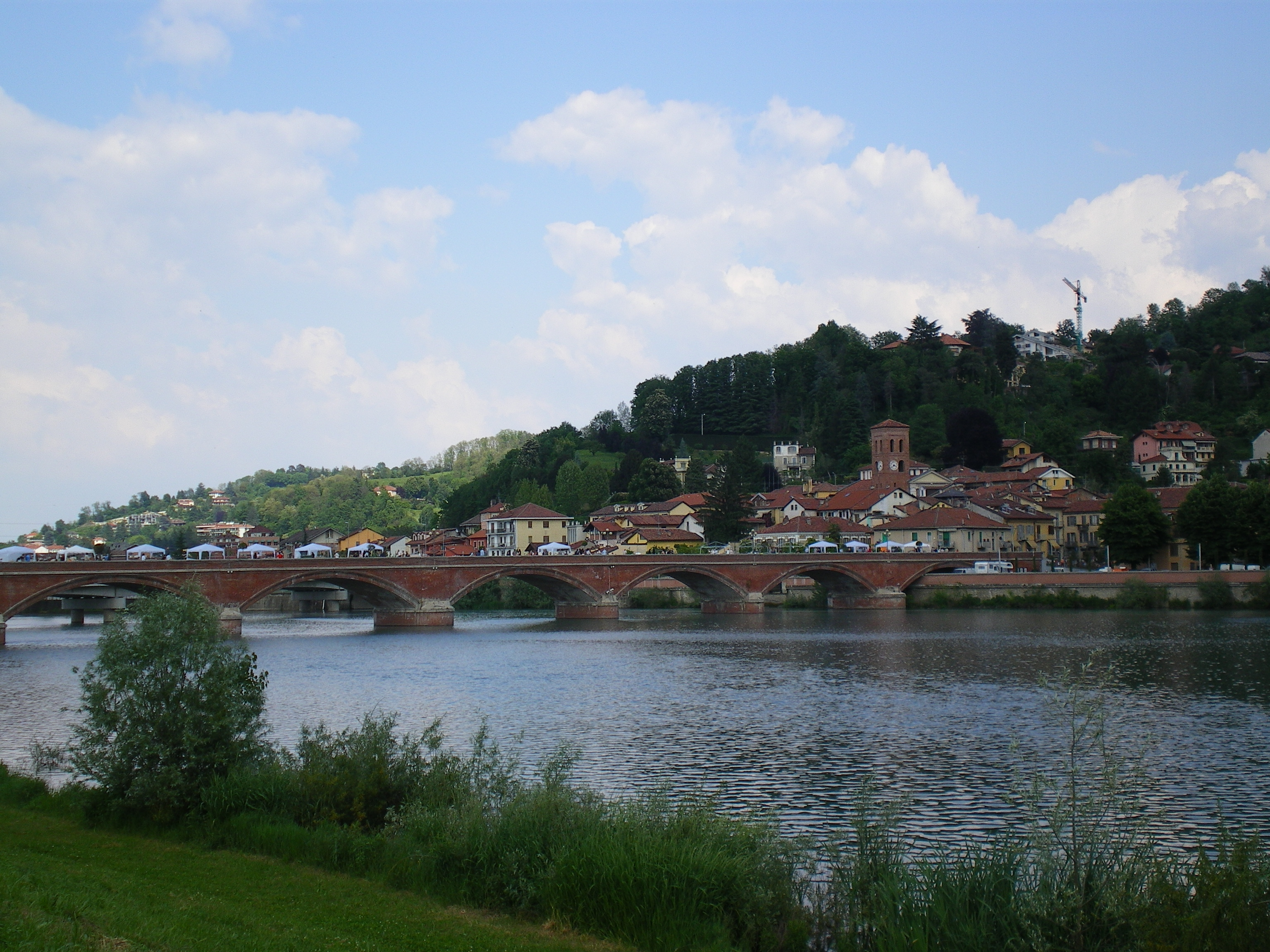
Blick auf die Altstadt von San Mauro Torinese

Die erste schriftliche Erwähnung von Pulchra Rada (der antike Name von San Mauro) datiert auf den 4. Mai 991. An diesem Tag gab Anselmo, der damalige Herrscher von Montferrat, den Auftrag, das bei einer Sarazenen-Invasion zerstörte Kloster der Benediktinermönche wiederaufzubauen.
Die Ponte Vittorio Emanuele III von San Mauro, besser bekannt als „Ponte Vecchio“, wurde am 8. September 1912 eingeweiht und wurde bald zu einem der Wahrzeichen der Stadt sowie zu einem wichtigen Kommunikationsweg von einem Flussufer zum anderen andere.
Die mit Ziegeln bedeckte „Ponte Vecchio“ ist 257 Meter lang, 8 Meter breit und besteht aus 8 Bögen, die 20 Meter voneinander entfernt sind.
Die Brücke wurde ursprünglich gebaut, um das Bertolla-Gebiet am linken Ufer mit dem Stadtzentrum zu verbinden.
Nach dem Bau der sogenannten „Ponte Nuovo“ (siehe nächster Absatz) verlor die Ponte Vittorio Emanuele III ihre primäre Funktion als Verbindungsstraße zwischen den beiden Ufern des Po und wurde teilweise zu einer oft sehr belebten Fußgängerzone ein Ziel für Spaziergänge und Ort wichtiger Veranstaltungen.
Im Rahmen eines prestigeträchtigen Projekts anlässlich des 150. Jahrestages der Vereinigung Italiens wurde der „Ponte Vecchio“ von San Mauro die Auszeichnung „Italienisches Wunder“ verliehen.